# Ana Maria Gomes

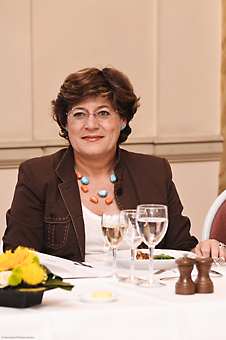
Ana Maria Gomes

Ana Maria Gomes este un om politic portughez, membru al Parlamentului European în perioada 2004-2009 din partea Portugaliei.
1. ↑  „Ana Maria Gomes”, Gemeinsame Normdatei, accesat în 14 mai 2014
2. ↑   http://www.independent.co.uk/news/world/europe/baptism-of-fire-for-eus-foreign-affairs-supremo-1864813.html Lipsește sau este vid: |title= (ajutor)
3. ↑   http://www.telegraph.co.uk/news/worldnews/africaandindianocean/ethiopia/8681975/Britain-and-EU-increase-aid-to-Ethiopia-while-ignoring-human-rights-warnings.html Lipsește sau este vid: |title= (ajutor)
4. ↑   http://www.bbc.co.uk/democracylive/europe-24055741 Lipsește sau este vid: |title= (ajutor)
5. ↑  Deputații în Parlamentul European